# 멕시칸 (영화)
《멕시칸》(영어: The Mexican)은 2001년에 개봉한 미국의 영화이다.

## 줄거리
로스앤젤레스에서 신호등이 빨간불로 바뀌고, 화면 밖에서 자동차 충돌 소리가 들린다.
5년 후, 제리 웰바흐는 수감된 조직폭력배 두목 아놀드 마골리스에게 빚을 갚기 위해 일하고 있다. 제리가 마지막 임무였던 일을 망치자, 마골리스의 2인자인 버니 네이먼은 제리에게 새로운 마지막 임무를 준다. 멕시코에서 마골리스를 위해 벡이라는 남자로부터 골동품 권총을 회수하는 것이다. 이 추가 임무는 제리의 여자친구 샘에게는 마지막 한계가 되어, 그녀는 그를 떠나 라스베이거스로 간다.
멕시코에서 제리는 벡과 함께 권총을 발견하고, 벡은 "멕시칸"이라고 알려진 전설적인 총의 역사를 설명한다. 벡이 축하 사격에서 유탄에 맞아 죽자, 제리는 동료 테드에게 전화하여 벡이 마골리스의 손자임을 알게 된다. 그때, 제리의 차가 벡의 시신과 권총이 든 채로 도난당한다. 제리는 차와 총을 회수하고, 도둑 중 한 명의 발에 총을 쏘고 시신을 묻는다.
샘이 라스베이거스로 가는 동안, 잘 차려입은 청부 살인업자가 그녀를 납치하려 하지만, 다른 청부 살인업자에게 총을 맞아 그가 대신 그녀를 붙잡는다. 두 번째 청부 살인업자는 자신을 르로이라고 소개하며, 제리가 권총을 전달하도록 샘을 인질로 잡기 위해 고용되었다고 설명한다.
샘은 르로이에게 5년 전 제리가 빨간불에 마골리스의 차에 부딪히면서 마골리스에게 빚을 지게 되었다고 설명한다. 사고 현장에서 경찰은 마골리스가 죽이려던 사람이 트렁크에 묶여 있는 것을 발견했다. 마골리스는 5년 동안 감옥에 갔고, 제리는 그동안 마골리스의 심부름을 해야 했다. 르로이와 유대감을 형성하면서, 샘은 그가 동성애자임을 정확히 추론하고 그에게 여행 중인 우체국 직원 프랭크를 태우라고 권한다. 그들 셋은 라스베이거스에 도착하고, 르로이와 프랭크는 함께 밤을 보낸다.
멕시코에서, 제리는 경찰관이 그의 차에서 벡의 피를 발견한 후 잠시 체포된다. 권총을 압수하면서, 경찰관은 그 총의 저주받은 역사를 상세히 설명하고 그것을 전당포로 가져간다. 테드가 도착하여 악명 높은 르로이가 샘을 쫓아갔다고 밝힌다. 제리는 네이먼이 테드에게 자신을 죽이라고 명령하는 전화를 엿듣는다. 그들은 전당포에서 권총을 회수하지만, 제리는 테드와 맞서고 총을 가지고 떠난다. 자신의 여권 대신 테드의 여권을 들고 왔다는 것을 깨달은 제리는 돌아오지만 테드는 이미 도망친 상태이다.
라스베이거스에서, 잘 차려입은 청부 살인업자가 죄 없는 프랭크를 살해하고 샘을 다시 찾아오지만, 복수심에 불타는 르로이에게 살해당한다. 샘과 르로이는 제리를 만나기 위해 멕시코로 날아가는데, 제리는 샘과의 말다툼 중에 차를 부딪힌다. 르로이는 권총을 발견하고 제리를 죽이려 하지만, 제리가 먼저 그를 죽인다. 그는 혼란스러워하는 샘에게 르로이가 사기꾼이었다고 설명한다. 그의 운전면허증에는 그가 사실 윈스턴 발드루이이며, 제리는 한때 진짜 르로이, 즉 잘 차려입은 흑인 청부 살인업자를 만났다고 밝힌다. 제리는 마골리스가 진짜 르로이를 고용했지만, 네이먼이 발드루이를 보내 샘과 권총을 가로채서 자신이 팔고 제리를 모함하려 했다는 것을 깨닫는다.
샘과 제리는 각자의 길을 가려 하지만, 샘은 발드루이가 진정으로 사랑하는 사람이 있을 때는 절대 포기하지 말라고 했던 조언을 기억하고 제리와 화해한다. 얼마 후, 제리는 그의 차를 훔쳤던 도둑들에게 납치된다. 그는 새로 감옥에서 풀려난 마골리스에게 끌려가고, 마골리스는 권총의 진짜 이야기를 설명한다. 그것은 총기제작자가 자신의 딸이 귀족의 잔인한 아들과 결혼하는 것을 위해 만들었지만, 딸과 총기제작자의 조수는 진정으로 사랑하는 사이였다. 총이 귀족의 아들에게 발사되지 않자, 그는 조수를 죽였고, 딸은 권총으로 자살했다.
마골리스의 감방 동료가 총기제작자의 증손자였음이 밝혀진다. 그는 마골리스를 보호하다 죽었고, 마골리스는 권총을 감방 동료의 아버지에게 돌려주겠다고 맹세했다. 제리는 그에게 권총을 주기로 동의하지만, 네이먼이 샘을 납치한다. 멕시코식 대치가 이어지다가 샘이 권총으로 네이먼을 죽인다. 총성으로 총신에서 반지가 떨어지고, 제리는 그것으로 샘에게 청혼한다. 멕시칸 권총은 총기제작자의 가족에게 돌려지고, 제리와 샘은 함께 차를 타고 떠난다.

## 한국판 성우진(KBS) (2005년 11월 5일)
- 양석정 - 제리(브래드 피트)
- 강희선 - 샘(줄리아 로버츠)
- 송두석 - 테드(J. K. 시먼스)
- 윤기황 - 바비(밥 밸러번)
- 탁원제 - 윈스턴(제임스 갠돌피니) / 멕시코 경찰(페드로 아르멘다리스 주니어)
- 박상훈 - 프랭크(마이클 서베리스) / 벡(데이비드 크럼홀츠)
- 강구한 - 리로이(셔먼 오거스터스)
- 이완호 - 마골리스(진 해크먼)
- 송정희 - 에스텔(데일 라울)
- 김새영 - 조(카스투로 구에라)
- 박정민 - 자동차 도둑(리처드 코카)
- 위훈 - 흑인(셔먼 오거스터스)
- 윤동기 - 바텐더(다니엘 자카파)